# Rat terrier
Rat Terrier ou Terrier rateiro, é uma raça de cão utilizada na caça à ratos, originária dos EUA. É uma das raças que compartilham ascendência com as do tipo resistentes e pequenas, conhecidas como "feists".

## Aparência
O Rat Terrier vem com variedade de cores da pelagem e padrões. A pelagem "clássica" é preta com pintas acastanhadas com manchas tricolores ou malhadas, mas azulada e marrom também são comuns, junto com o ruivo, zibelina, alaranjada, esverdeada, e outras cores que combinam com manchas brancas. Marcando é normalmente visível na parte branca da pelagem, ou na pele subjacente. Cor rajada atualmente é permitida pelos padrões da raça, é considerado por alguns como uma padrão "tradicional" do Rat Terrier, e há um movimento crescente para ter esse padrão aceito para a raça. 
No entanto, cor amerloada é amplamente considerado como o resultado de cruzamentos recentes e, por causa de problemas de saúde associadas, é rejeitado pela maioria dos criadores de Rat Terrier.

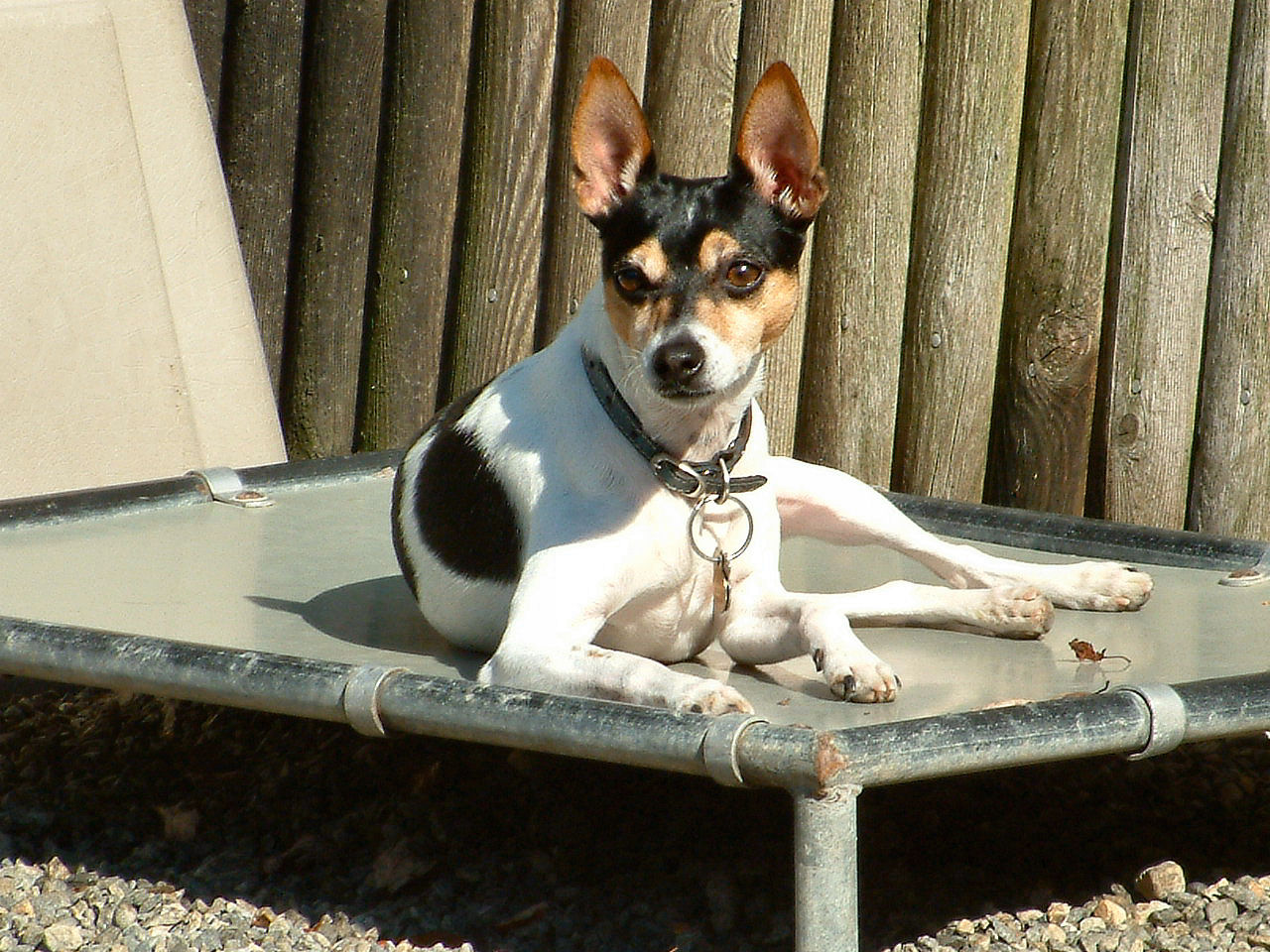

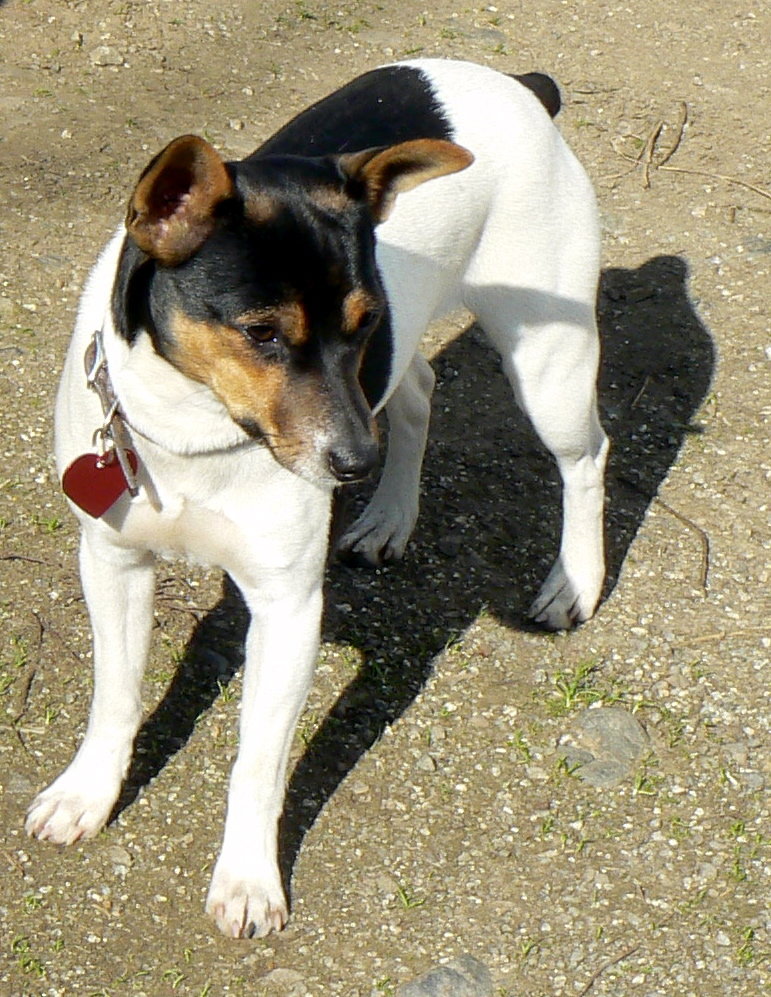

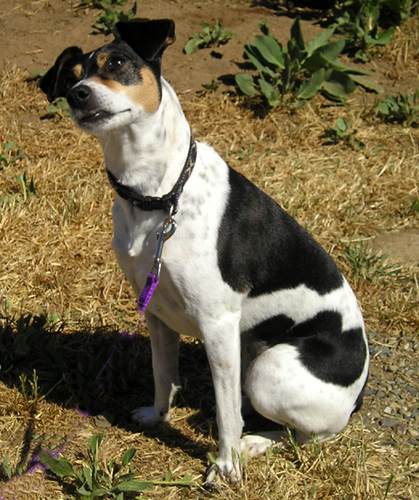

## História
O nome da raça vem da ocupação de suas primeiras trouxe para os EUA por imigrantes da classe trabalhadora britânica, estas rápidas, difíceis cachorrinhos ganhou sua fama na caça aos ratos. No entanto, eles eram, em sua maior parte, criados para a velocidade. Sua velocidade é utilizado para controlar pragas e caçar esquilos, coelhos, e os outros animais pequenos. Como todos os terriers deste tipo, Rat Terriers provavelmente desenvolvido a partir de cruzamentos entre raças como o White English Terrier, Manchester Terrier, Fox Terrier de Pêlo Liso e Whippet. 
Após a década de 1890, como o tipo de raça se tornou popular nos Estados Unidos, outras raças foram adicionados à mistura. 
Beagle, Galguinho italiano, Pinscher miniatura, Chihuahua e provavelmente foram usados para adicionar capacidade olfativa, velocidade e porte menor. Muitas das bases Rat Terriers eram indistinguíveis dos pequenos cães de caça conhecido como "feists". As variedades menores foram separou do Rat Terrier muito cedo, registrada pelo UKC como o início de Toy Fox Terrier, em 1936.
Rat Terriers foram criados como caçador leal e eficiente de pragas nas fazendas da América do século XX, bem como companheiros de caça excelente. Como resultado, eles foram um dos tipos mais populares do cão a partir de 1920 a 1940. No entanto, o uso generalizado de pesticidas químicos e do crescimento da agricultura comercial levou a um declínio acentuado na raça a partir dos anos 1950. Felizmente legalistas da raça manteve a linhagem sanguínea, levando à moderna Rat Terrier que desfrutamos hoje.
A diversidade genética do Rat Terrier é, sem dúvida, seu maior patrimônio, e é responsável pela saúde global, inteligência aguçada, e a solidez da raça. A maioria das raças modernas foram desenvolvidas a partir de uma fundação poucos cães e, em seguida, propagadas a partir de um genética fechada. Em contrapartida, o Rat Terrier tem beneficiado de uma longa história de requinte, com cruzamentos regulares para trazer qualidades úteis e variabilidade genética.
Várias associações privadas têm mantido registros de Rat Terriers há algumas décadas, mas recentemente tem havido movimentos que obtiveram o reconhecimento da raça por organizações caninas e almeja o reconhecimento pela FCI. Era comum na América na agricultura familiar em 1920 e 30, que são geralmente considerados uma raça rara. Hoje Rat Terrier é um cão inteligente, ativo, carismático como ajudante de casa, caçador de animais nocivos e um animal de estimação da família.